# Schefflera coclensis
Schefflera coclensis là một loài thực vật có hoa trong Họ Cuồng cuồng. Loài này được M.J.Cannon & Cannon miêu tả khoa học đầu tiên năm 1989.